# Wretched and Divine: The Story of the Wild Ones
Wretched and Divine: The Story of the Wild Ones je třetí studiové album americké post-hardcorové skupiny Black Veil Brides. Album vyšlo v roce 2013.

## Seznam skladeb
| Act 1: Hope | Act 1: Hope                         | Act 1: Hope |
| Pořadí      | Název                               | Délka       |
| ----------- | ----------------------------------- | ----------- |
| 1.          | Exordium                            | 0:25        |
| 2.          | I Am Bulletproof                    | 3:34        |
| 3.          | New Years Day                       | 3:25        |
| 4.          | F.E.A.R. Transmission 1: Stay Close | 0:35        |
| 5.          | Wretched and Divine                 | 3:37        |
| 6.          | We Don't Belong                     | 3:36        |
| 7.          | F.E.A.R. Transmission 2: Trust      | 0:20        |
| 8.          | Devil's Choir                       | 2:57        |
| 9.          | Resurrect the Sun                   | 4:34        |

| Act 2: Faith   | Act 2: Faith                          | Act 2: Faith |
| Pořadí         | Název                                 | Délka        |
| -------------- | ------------------------------------- | ------------ |
| 10.            | Overture                              | 1:38         |
| 11.            | Shadows Die                           | 5:25         |
| 12.            | Abeyance                              | 0:14         |
| 13.            | Days Are Numbered                     | 3:40         |
| 14.            | Done for You                          | 2:33         |
| 15.            | Nobody's Hero                         | 3:35         |
| 16.            | Lost It All                           | 5:20         |
| 17.            | F.E.A.R. Transmission 3: As War Fades | 0:58         |
| 18.            | In the End                            | 3:48         |
| 19.            | F.E.A.R.: Final Transmission          | 0:54         |
| Celková délka: | Celková délka:                        | 51:08        |

| Ultimate edition bonusové skladby | Ultimate edition bonusové skladby | Ultimate edition bonusové skladby |
| Pořadí                            | Název                             | Délka                             |
| --------------------------------- | --------------------------------- | --------------------------------- |
| 20.                               | Revelation                        | 3:35                              |
| 21.                               | Victory Call                      | 3:34                              |
| 22.                               | Let You Down                      | 3:31                              |
| Celková délka:                    | Celková délka:                    | 61:08                             |

## Sestava
- Andy Biersack – zpěv
- Jake Pitts – kytara
- Jinxx – kytara
- Ashley Purdy – basová kytara, doprovodný zpěv
- Christian "CC" Coma – bicí